# May Hofer
May Hofer (* 8. September 1896 in Chybi, Schlesien als Maria Ottawa; † 3. Mai 2000 in Bozen, Südtirol) war eine Südtiroler Textil- und Emaillekünstlerin.

## Leben
Maria Ottawa stammte aus einer galizischen Industriellenfamilie, ihr Vater war Leiter der k.u.k. Zuckerfabrik und Bürgermeister von Chybi. Als sie elf Jahre alt war, starb ihr Vater und sie kam mit der Mutter zunächst nach Mähren, dann nach Pola in Istrien, wo die Brüder der Mutter als Offiziere der k.u.k. Kriegsmarine stationiert waren.
Von 1914 bis 1918 studierte sie an der Kunstgewerbeschule Wien und besuchte die Klassen für Textil bei Rosalia Rothansll, Modezeichnen bei Eduard Josef Wimmer-Wisgrill und Email bei Adele von Stark. In der trotz des Ersten Weltkriegs lebendigen Wiener Kunstszene lernte sie Künstler der Secession wie Josef Hoffmann oder Koloman Moser und dessen Meisterschüler, den Südtiroler Maler und Architekten Anton Hofer kennen. Diesen heiratete sie 1919 und zog mit ihm, nachdem er  eine Professur an der Akademie für angewandte Kunst abgelehnt hatte, 1920 in seine Heimatstadt Bozen. Die ungewohnte Umgebung in Südtirol war für sie zunächst schwierig. Sie legte sich den Künstlernamen May zu und nahm zusammen mit ihrem Mann an Wettbewerben, internationalen Ausstellungen und den Handwerksmessen in Paris, Florenz und München teil.
1931 eröffnete das Paar zusammen mit der befreundeten Familie Valier das Hotel „Belvedere“ in Miramare bei Rimini, das Anton Hofer entworfen hatte. Nach der Schließung im Zweiten Weltkrieg 1942 betrieben sie es von 1946 bis 1962 wieder.
Nach dem Zweiten Weltkrieg besuchte sie als Gasthörerin erneut die Akademie für angewandte Kunst in Wien und studierte in der Klasse für Email bei Otto Nedbal. Von dessen Frau Marika Nedbal-Dolnizka lernte sie die Technik des Netz-Emails. Nach der Schließung des Hotels und ihrer Rückkehr nach Bozen 1962 übernahm sie das Atelier von Sophie und Emanuel Fohn in der Leonardo-da-Vinci-Straße. Ab 1964 hatte May Hofer zahlreiche Ausstellungen in Italien und anderen Ländern. Sie unternahm Reisen unter anderem nach Thailand, Russland, Israel und Indien.
May Hofer galt als Grande Dame der Südtiroler Kunstszene. Sie war unter anderem mit den Künstlern Markus Vallazza und Gotthard Bonell befreundet und schuf gemeinsame Arbeiten mit der Bildhauerin Sieglinde Tatz-Borgogno. In den letzten Lebensjahren verlor sie ihr Augenlicht, arbeitete aber mit Hilfe ihrer Assistentin Martina Varesco dennoch weiter. Sie starb am 3. Mai 2000 im Alter von 103 Jahren in Bozen.
May Hofer schuf farbenreiche Bildteppiche und Emailarbeiten, in denen sie Elemente des Jugendstils, der Wiener Werkstätte sowie der slawisch-orthodoxen und jüdischen Kultur Osteuropas verband. Die Stoffapplikationen setzte sie zu teilweise sehr großen Paneelen aus mosaikartig übereinander gelegten Stoffstücken zusammen. Ihre Werke aus Email entstanden in Limoges-, Cloisonné- und Netztechnik. Die Motive reichen von Städten und Landschaften über Blumen und Tiere bis zu religiösen Themen.
Werke May Hofers finden sich in der Sammlung des Museums Eccel Kreuzer in Bozen.

## Auszeichnungen und Ehrungen
- Österreichisches Ehrenkreuz für Wissenschaft und Kunst, 1988
- Benennung der May-Hofer-Passage in Bozen, 2013[1]

## Werke
- Dorf meiner Heimat, Paneel aus Stoffmosaik, 1950
- Hahn kündigt den Morgen an, Paneel aus Stoffmosaik, 1961
- Versunkene Stadt, Paneel aus Stoffmosaik, 1968 (angekauft von der Bozner Sparkasse)
- Schöpfungszyklus, textiles Mosaik in drei Abschnitten, 1969, Museum für angewandte Kunst, Wien
- Der Fund der Dame von Elche, Bildteppich, 1990
- Die Königin von Saba, Bildteppich, 1990
- Der Turm von Babel, Bildteppich, 1995
- Tabernakel, Emaille, Jesuheim Girlan
- Tabernakel und Pietà, Altenheim in Kastelruth
- Der gute Hirte, Emaillebild, Schwesternheim Völs am Schlern